# Cecilie Gotaas Johnsen
Cecilie Gotaas Johnsen, née le 20 avril 1976, est une coureuse cycliste norvégienne.

## Biographie
Elle pratique le football dans sa jeunesse. Elle est titulaire d'un doctorat en chimie et travaille en 2013 dans un laboratoire d'une société pétrolière. Elle commence le cyclisme par hasard. Elle effectue sa première saison professionnelle en 2013, son entreprise lui laissant du temps libre.
Elle met un terme à sa carrière à l'issue de la saison 2017, à 41 ans.

## Palmarès sur route

### Palmarès par années
- 2012
  - Prologue et 1re étape du Tour de l'Ardèche

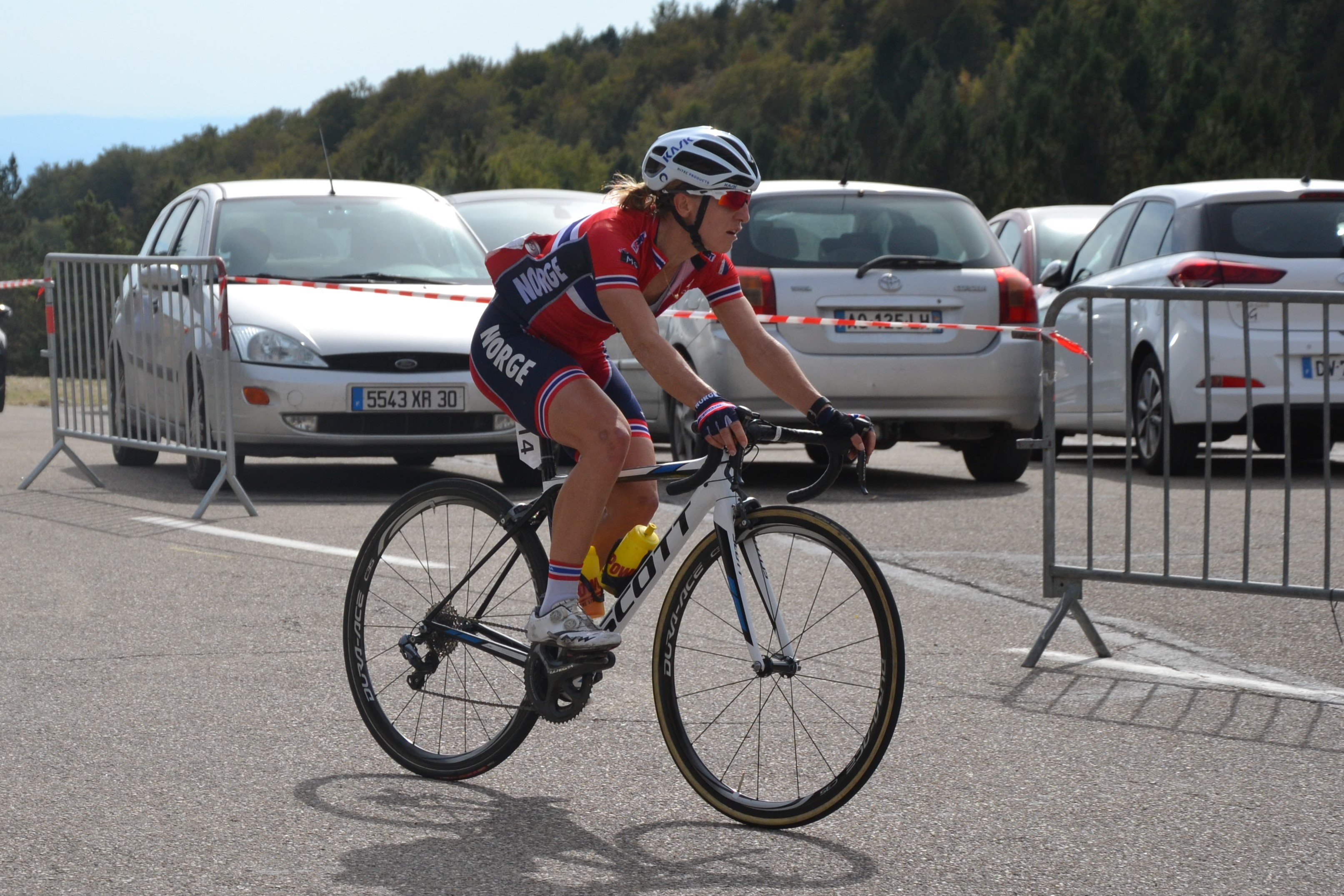
Au Tour de l'Ardèche 2016

  - 2e du championnat de Norvège du contre-la-montre
- 2013
  -  Championne de Norvège sur route
  - Tour de l'île de Zhoushan :
    - 2e et 3e étapes
    - 3e du classement général

  - 2e du championnat de Norvège du contre-la-montre
- 2014
  - 2e du championnat de Norvège sur route
  - 3e du championnat de Norvège du contre-la-montre
- 2015
  -  Championne de Norvège du contre-la-montre
  - 2e du championnat de Norvège sur route
- 2016
  - 2e du championnat de Norvège du contre-la-montre

### Classements mondiaux
| Année                                 | 2012 | 2013 | 2014 | 2015 | 2016 | 2017 |
| ------------------------------------- | ---- | ---- | ---- | ---- | ---- | ---- |
| Classement UCI                        | 117e | 94e  | 79e  | 116e | 140e | 225e |
| UCI World Tour                        |      |      |      |      | 137e | nc   |
|                                       |      |      |      |      |      |      |
| Légende : nc = non classéSource : UCI |      |      |      |      |      |      |